# Michael Biehn
Michael Connell Biehn (n. 31 iulie 1956, Anniston, Alabama, SUA) este un actor american. Este foarte cunoscut pentru rolurile sale din filmele SF precum Terminatorul, Aliens și Abisul. A mai jucat și în filme de alte genuri ca Tombstone, un film western din 1993, The Rock  un filme de acțiune din 1996 sau Planet Terror , un film de groază din 2007. În televiziune, a apărut în serialul Hill Street Blues.

## Viață personală
Biehn s-a născut în Anniston, Alabama, fiul lui Marcia și Don Biehn. El are trei frați: Brooks Ann, Jonathon și Steven. Acesta a frecventat liceul în Lake Havasu, Arizona, și a fost membru al clubului școlar de dramă la liceu. El a frecventat apoi programul dramă la universitatea din Arizona pentru doi ani, înainte să nimerească Hollywood-ul.
Acesta a fost căsătorit de două ori: prima dată cu Carlene Olsen între 1980-1987 și apoi cu Gina Marsh între 1988-2008, având 4 băieți.

## Cariera
Poate că cel mai memorabil rol a lui Michael Biehn a fost cel din Terminatorul în 1984, unde interpreta personajul Kyle Reese, un sergent trimis în trecut de John Connor pentru a o salva pe Sarah Connor. A apărut în alte trei filme regizate de James Cameron: Aliens, Abisul și Terminatorul 2: Ziua Judecății.
O fotografie a lui Beihn ca Kyle Reese în Terminatorul a fost reprodusă ca o copertă al unui joc din 1987, Metal Gear.
În 2000, Beihn a apărut în filme ca The Art of War și Clockstoppers, în jocuri video ca Command & Conquer: Tiberian Sun sau în filme independente ca Havoc. A mai jucat în trei seriale tv precum The Magnificent Seven (1998-2000), Adventure Inc.(2002-2003) și Hawaii (2004). Toate aceste seriale au fost anulate din cauza rating-urilor mici.

## Filmografie
| An        | Film                             | Rol                                 | Note                                                  |
| --------- | -------------------------------- | ----------------------------------- | ----------------------------------------------------- |
| 1978      | Grease                           | Mike, basketball player             | Neacreditat                                           |
| 1978      | Coach                            | Jack Ripley                         |                                                       |
| 1980      | Hog Wild                         | Tim Warner                          |                                                       |
| 1981      | The Fan                          | Douglas Breen                       |                                                       |
| 1983      | The Lords of Discipline          | Cadet John Alexander                |                                                       |
| 1984      | The Terminator                   | Sgt. Kyle Reese                     |                                                       |
| 1984      | The Martyrdom of Saint Sebastian | Sebastian                           | Fabricat pentru Movie Tv                              |
| 1985      | Deadly Intentions                | Dr. Charles Rayner                  |                                                       |
| 1986      | Aliens                           | Corporal Dwayne Hicks               | Nominalizat - Premiul Saturn pentru Cel mai bun actor |
| 1987      | Rampage                          | Anthony Fraser                      |                                                       |
| 1988      | The Seventh Sign                 | Russell Quinn                       |                                                       |
| 1988      | In a Shallow Grave               | Garnet Montrose                     |                                                       |
| 1989      | The Abyss                        | Lieutenant Hiram Coffey             |                                                       |
| 1990      | Navy Seals                       | Lieutenant James Curran             |                                                       |
| 1991      | Timebomb                         | Eddie Kay                           |                                                       |
| 1991      | Terminator 2: Judgment Day       | Kyle Reese                          | Cameo, Special Edition only                           |
| 1992      | K2                               | Taylor Brooks                       |                                                       |
| 1992      | A Taste for Killing              | Bo Landry                           | Made-for-TV Movie                                     |
| 1993      | Strapped                         | Detective Matthew McRae             | Fabricat pentru Movie Tv                              |
| 1993      | Deadfall                         | Joe Dolan                           |                                                       |
| 1993      | Tombstone                        | Johnny Ringo                        |                                                       |
| 1994      | Deep Red                         | Joe Keyes                           | Fabricat pentru Movie Tv                              |
| 1995      | In the Kingdom of the Blind      | Jackie Ryan                         | Cameo                                                 |
| 1995      | Jade                             | Detectiv Bob Hargrove               |                                                       |
| 1995      | Blood of the Hunter              | Blake                               | Fabricat pentru Movie Tv                              |
| 1995      | Breach of Trust                  | Casey Woods                         |                                                       |
| 1996      | Frame by Frame                   | Detective Stash Horvak              | Fabricat pentru Movie Tv                              |
| 1996      | Mojave Moon                      | Boyd                                |                                                       |
| 1996      | The Rock                         | Commander Charles Anderson          |                                                       |
| 1997      | Asteroid                         | FEMA Director Jack Wallach          | Fabricat pentru Movie Tv                              |
| 1997      | Dead Men Can't Dance             | Hart                                |                                                       |
| 1997      | The Ride                         | Smokey Banks                        |                                                       |
| 1998      | Susan's Plan                     | Bill                                |                                                       |
| 1998      | American Dragons                 | Det. Tony Luca                      |                                                       |
| 1998-2000 | The Magnificent Seven            | Chris Larabee                       | Serial Tv                                             |
| 1999      | Silver Wolf                      | Roy McLean                          | Fabricat pentru Movie Tv                              |
| 2000      | Chain of Command                 | Secret Service Agent Craig Thornton |                                                       |
| 2000      | Cherry Falls                     | Sheriff Brent Marken                |                                                       |
| 2000      | The Art of War                   | Robert Bly                          |                                                       |
| 2001      | Megiddo: The Omega Code 2        | President David Alexander           |                                                       |
| 2002      | Clockstoppers                    | Henry Gates                         |                                                       |
| 2002      | Borderline                       | Det. Macy Kobacek                   |                                                       |
| 2002-2003 | Adventure Inc.                   | Judson Cross                        | TV Series                                             |
| 2004      | The Legend of Butch & Sundance   | Mike Cassidy                        | Fabricat pentru Movie Tv                              |
| 2004      | Hawaii                           | Det. Sean Harrison                  | TV Series                                             |
| 2005      | Havoc                            | Stuart Lang                         |                                                       |
| 2005      | Dragon Squad                     | Petros Angelo                       |                                                       |
| 2007      | The Insatiable                   | Strickland                          |                                                       |
| 2007      | You Are Here                     | Tony Russo                          |                                                       |
| 2007      | Grindhouse                       | Sheriff Hague                       | Segments Planet Terror and Thanksgiving               |
| 2007      | They Wait                        | Blake O'Connell                     | Cameo                                                 |
| 2008      | Stiletto                         | Lee                                 |                                                       |
| 2009      | Saving Grace                     | Landy Bretthorse                    |                                                       |
| 2009      | Streets of Blood                 | Agent Brown                         |                                                       |
| 2009      | Psych 9                          | Det. Marling                        |                                                       |
| 2009      | Bereavement                      | Jonathan Miller                     |                                                       |
| 2010      | Psych 9                          | Det. Marling                        |                                                       |
| 2010      | Take Me Home Tonight             | Bill Franklin                       |                                                       |
| 2010      | Bereavement                      | Jonathan Miller                     |                                                       |
| 2010      | The Blood Bond                   | John Tremayne                       | Și regizor                                            |
| 2011      | The Divide                       | Mickey                              |                                                       |
| 2011      | Puncture                         | Red                                 |                                                       |